# Олимпијски стадион у Токију
Национални олимпијски стадион (јап. 国立霞ヶ丘陸上競技場; Kokuritsu Kasumigaoka Rikujō Kyogijō) је стадион у Токију који је служио као главни стадион на Летњим олимпијским играма 1964. године. На њему је игран Интерконтинентални куп од 1980. до 2001. године, а такође је био домаћин Светског првенства у атлетици на отвореном 1991. Данас се на њему играју финала неколико националних фудбалских купова.
Пошто је Токио поднео кандидатуру за организацију Летњих олимпијских игара 2020. објављено је да ће стадион бити комплетно реконструисан. Новембра 2012. објављени су рендери новог стадиона, а он ће бити изграђен по пројекту архитекте Захе Хадид.